# スペースシャトル・オービター
スペースシャトル・オービター、スペースシャトル・オービタ（英語: Space Shuttle Orbiter、スペースシャトル軌道船）とは、スペースシャトルを構成するモジュールのうち、実際に宇宙と地上を往還する宇宙船本体部分である。

## 概要
スペースシャトル・オービターはロケットであり宇宙船であり飛行機でもある有翼の"スペースプレーン"である。このスペースプレーンは地球を周回する軌道へ乗員と貨物を輸送し、大気圏を滑空機のように飛行して帰還する。
胴体後尾に再使用可能な液体ロケットエンジンSSMEを3基搭載し、オービター外部に取りつける固体ロケットブースタの推力を合わせて、ロケットのように打ち上げられる。宇宙空間で活動を行った後、大気圏に再突入し、グライダーのように滑空して地上の滑走路に着陸する。完全なリフティングボディでなく、帰還時の滑空に翼による揚力を利用しているため、従来の宇宙船に比べると飛行機に近い形状をしており、垂直尾翼も設置されている。胴体前部にキャビンがあり、胴体中央部は貨物室となっている。機体腹面には大気圏再突入時の摩擦熱と断熱圧縮による高温に耐えるために耐熱タイルが貼り巡らされている。
大気圏内の長距離輸送はシャトル輸送機(SCA)と呼ばれる専用のボーイング747改造機に搭載される。この際、胴体尾部にはエンジン保護と空力改善のためのフェアリングが被せられる。
ちなみに、ロシア（ソ連）が開発したブランもオービターと呼ばれ、外見はアメリカのスペースシャトルと比べて多少鋭角的なこと以外ほとんど同じだが、中身はかなり違う。詳細はブラン (オービタ)を参照
全部でエンタープライズ、コロンビア、チャレンジャー、ディスカバリー、アトランティス、エンデバーの6機あり、全機が南カリフォルニアを拠点とするロックウェル・インターナショナルで生産された。最初に飛行したエンタープライズは1977年にボーイング747旅客機を改造したシャトル輸送機に載せられて滑空、着陸試験に使用され、実際に宇宙飛行を行う他のスペースシャトルに役立てられた。
コロンビアは1981年に打ち上げられた宇宙飛行を行った初のスペースシャトルである。チャレンジャー、ディスカバリー、アトランティスの初飛行はそれぞれ1983年、1984年、1985年である。1986年にチャレンジャー号爆発事故によってチャレンジャーが失われたのでエンデバーが代替機として建造され1992年に初めて打ち上げられた。2003年にはコロンビアが大気圏再突入時にコロンビア号空中分解事故によって失われた。そのため、3機で運用されるようになった。アトランティスは2010年5月、ディスカバリーは11月、エンデバーは2011年1月に退役する予定だったがいずれも延長され、2011年7月8日のアトランティスの打ち上げが最後となった。
特異な操縦特性とやり直しのきかないアプローチに習熟するため、NASAではガルフストリーム IIを改造したシャトル訓練機での着陸訓練を行っていた。

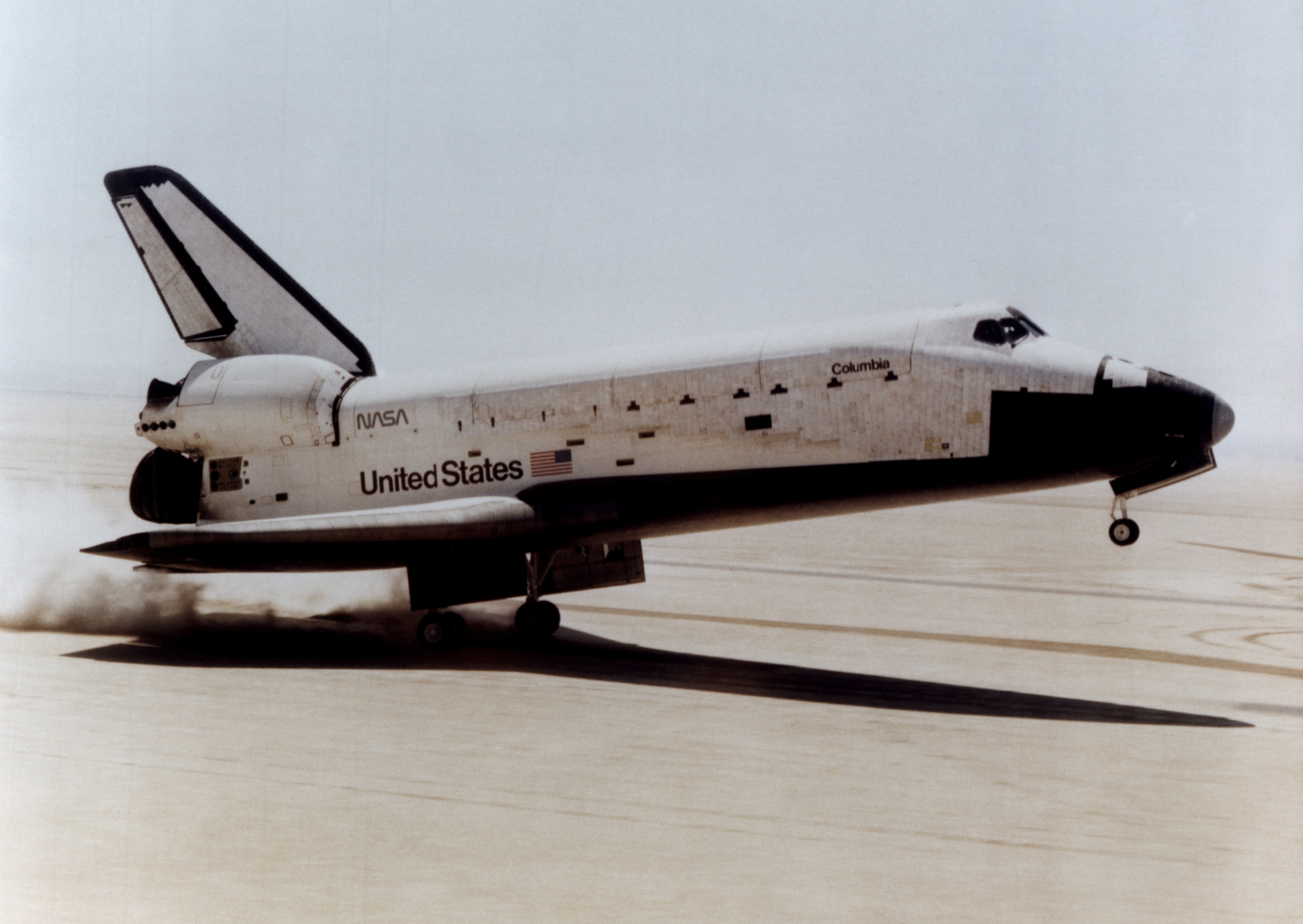
着陸するコロンビア号
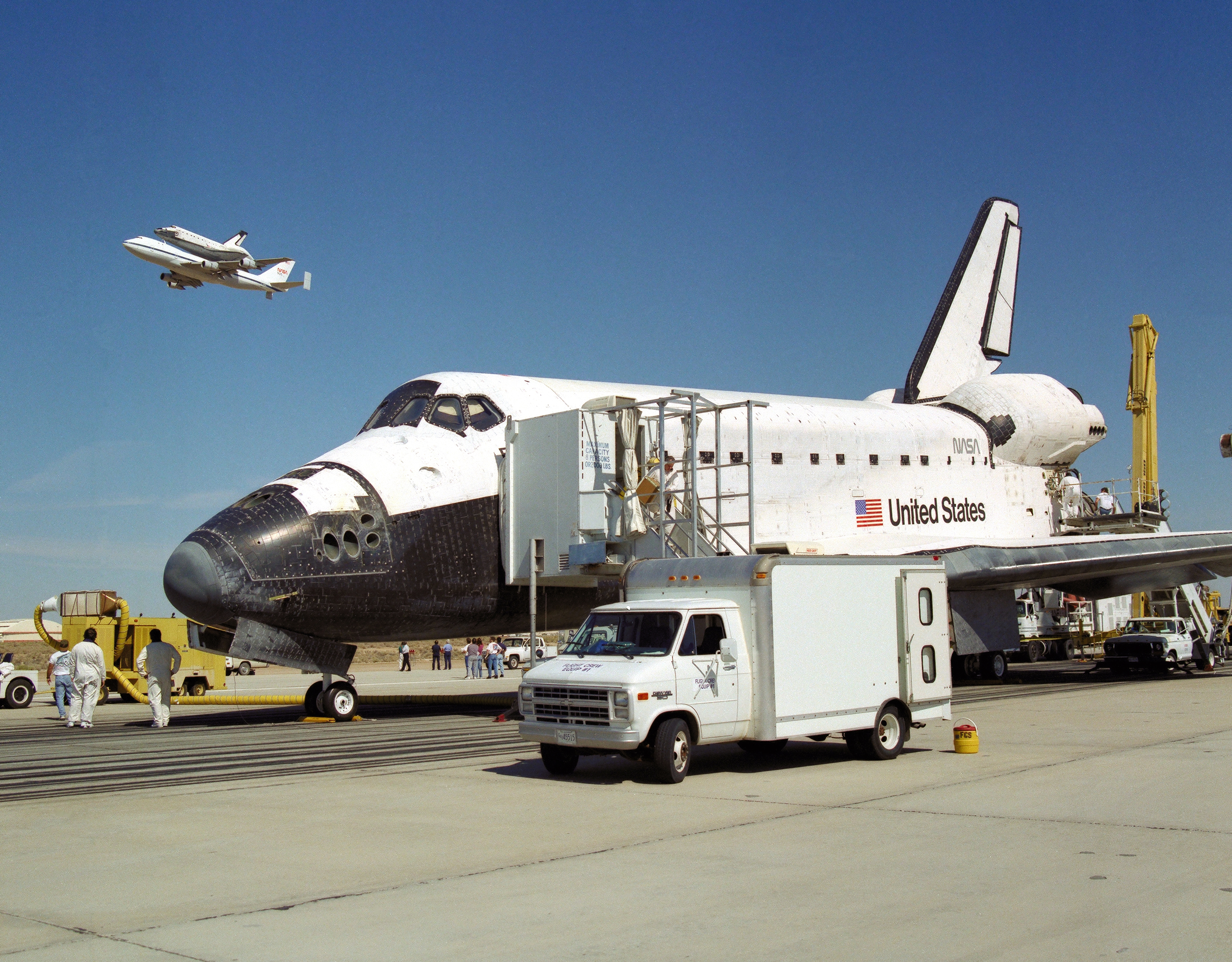
駐機中のエンデバー号。上空にはシャトル輸送機で空輸されるコロンビア号が見える
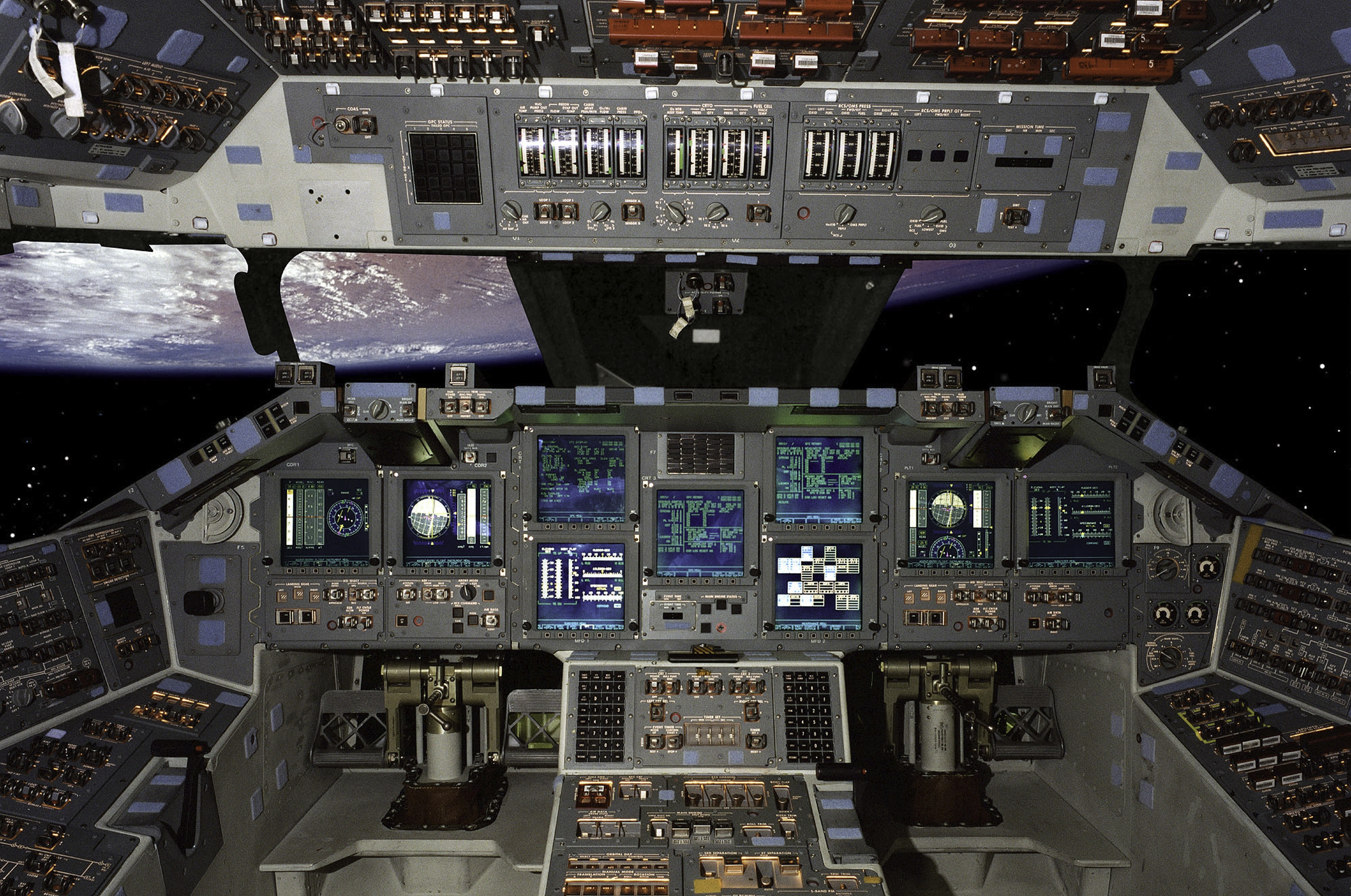
オービターの操縦席
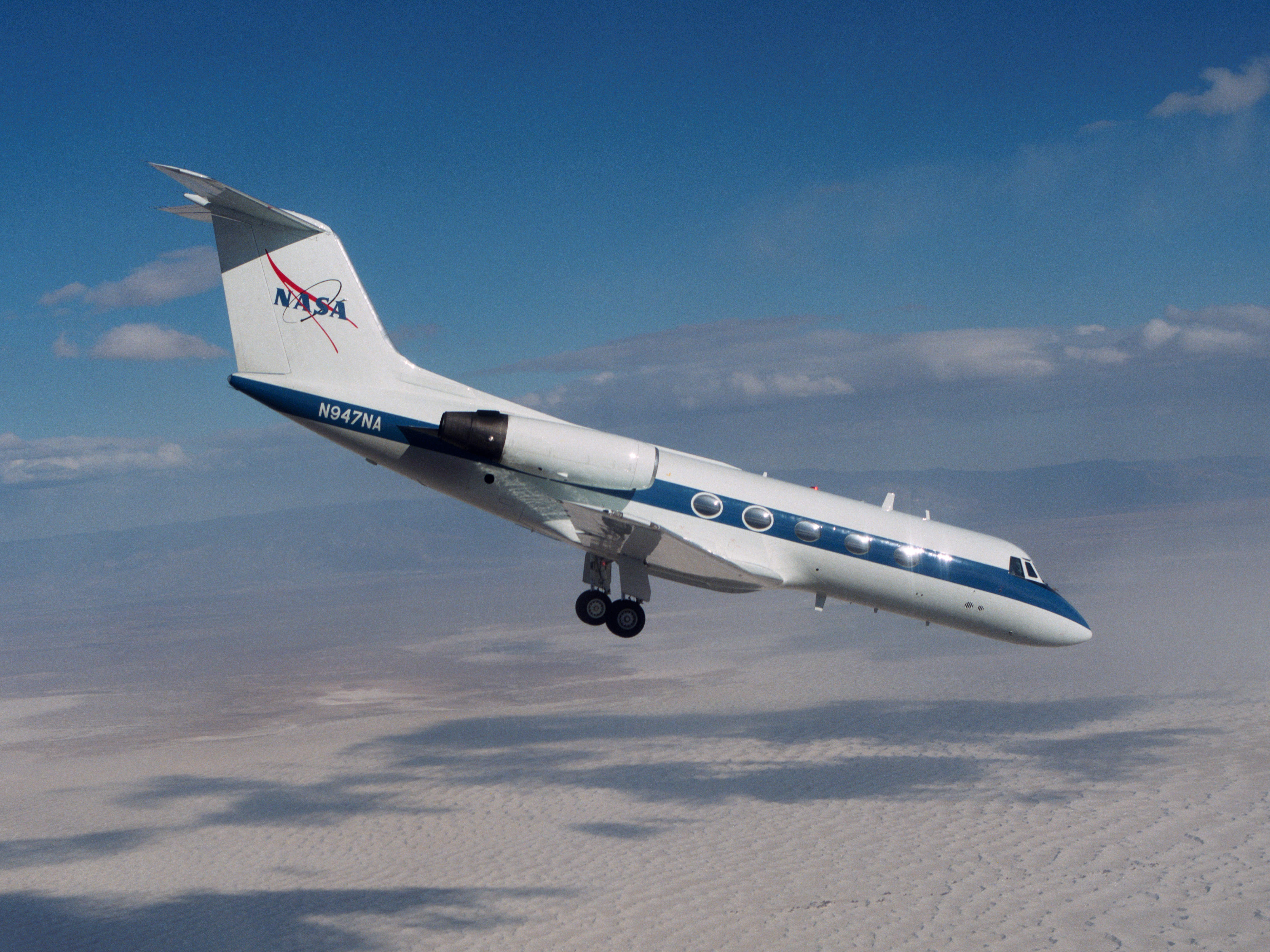
シャトル訓練機
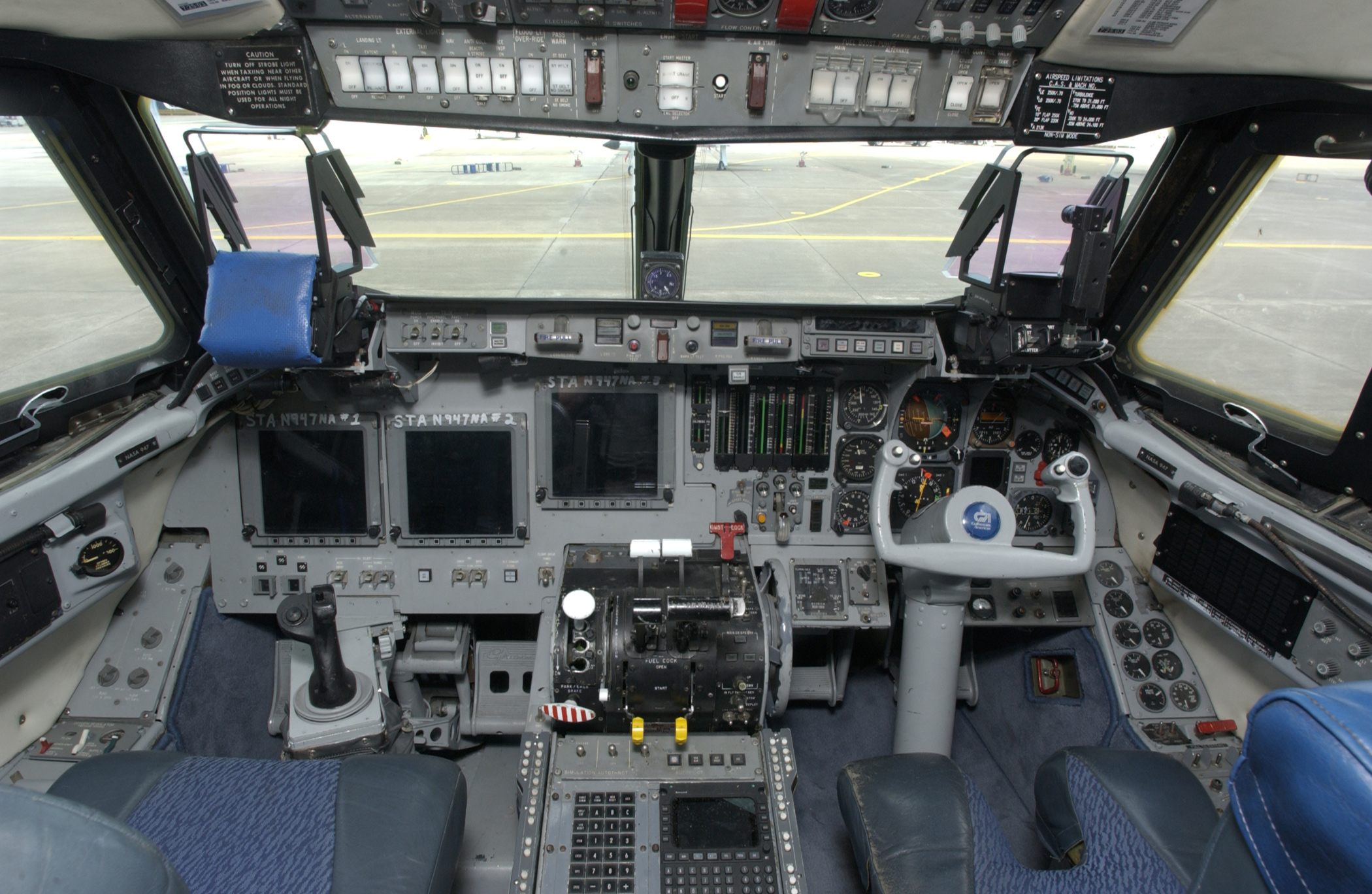
シャトル訓練機のコックピット。左席に訓練生が座る。

## 諸元
（エンデバー, OV-105の場合）
- 全長：37.24 m
- 全高：17.25 m（着陸時）
- 翼幅：23.79 m
- 空虚重量：約78トン（SSME搭載時）68,585 kg
- 離陸時重量：109,000 kg
- 最大着陸時重量：104,000 kg
- 主エンジン：ロケットダイン製ブロック2-ASSME3基
- 推力：1基あたり178 ton（SSME, 真空中）1.75MN（海面高度）
- 燃料 / 酸化剤：液体水素(LH2) / 液体酸素(LO2)
- 最大積載量：25,060 kg
- 貨物室寸法：4.6m x 18.3 m
- 運用高度：190から960 km
- 速度：7,743 m/秒, 27,875 km/h, 17,321 m.p.h.
- 航続距離：2,010 km
- 乗員：6から8人（最少2人）
- 乗員空間：65.8 m3（内部エアロックを含む）または74.3 m3（貨物室内の外部エアロックを含む）

オービターの最大滑空比/揚抗比は速度によって変化する。極超音速では1:1、超音速では2:1、接近から着陸にかけての亜音速では4.5:1である。

## 一覧
運用開始順に記載する。
- エンタープライズ (Enterprise) - 試験船。推進器及び再突入能力を持たない。試験後はスミソニアン協会によってワシントン・ダレス国際空港に隣接する国立航空宇宙博物館別館に展示されていた。退役後のディスカバリーが同館で展示されることに伴い、現在はニューヨークのイントレピッド海上航空宇宙博物館に移されている[3]。
- コロンビア (Columbia) - 1981年4月12日初飛行。2003年2月1日、28回目の飛行での大気圏再突入後に空中分解事故で失われた。
- チャレンジャー (Challenger) - 1983年4月4日初飛行。1986年1月28日、10回目の打ち上げ時に打ち上げ73秒後に爆発事故で喪失。
- ディスカバリー (Discovery) - 1984年8月30日初飛行。チャレンジャー号とコロンビア号の両方の事故の後の飛行再開時に使用された。2011年3月退役。
- アトランティス (Atlantis) - 1985年10月3日初飛行。2010年5月の飛行で退役予定だったが、2011年7月に変更された（これがスペースシャトルの最終飛行となった）。
- エンデバー (Endeavour) - 1992年5月7日初飛行。失われたチャレンジャー号の代わりに新たに建造されたオービター。2011年6月退役。

上記のほか、模型のパスファインダー (Pathfinder) もオービターとしてカウントされることがある。さらに試験用以外にも展示用として、いくつかの実物大のオービターが作られた。

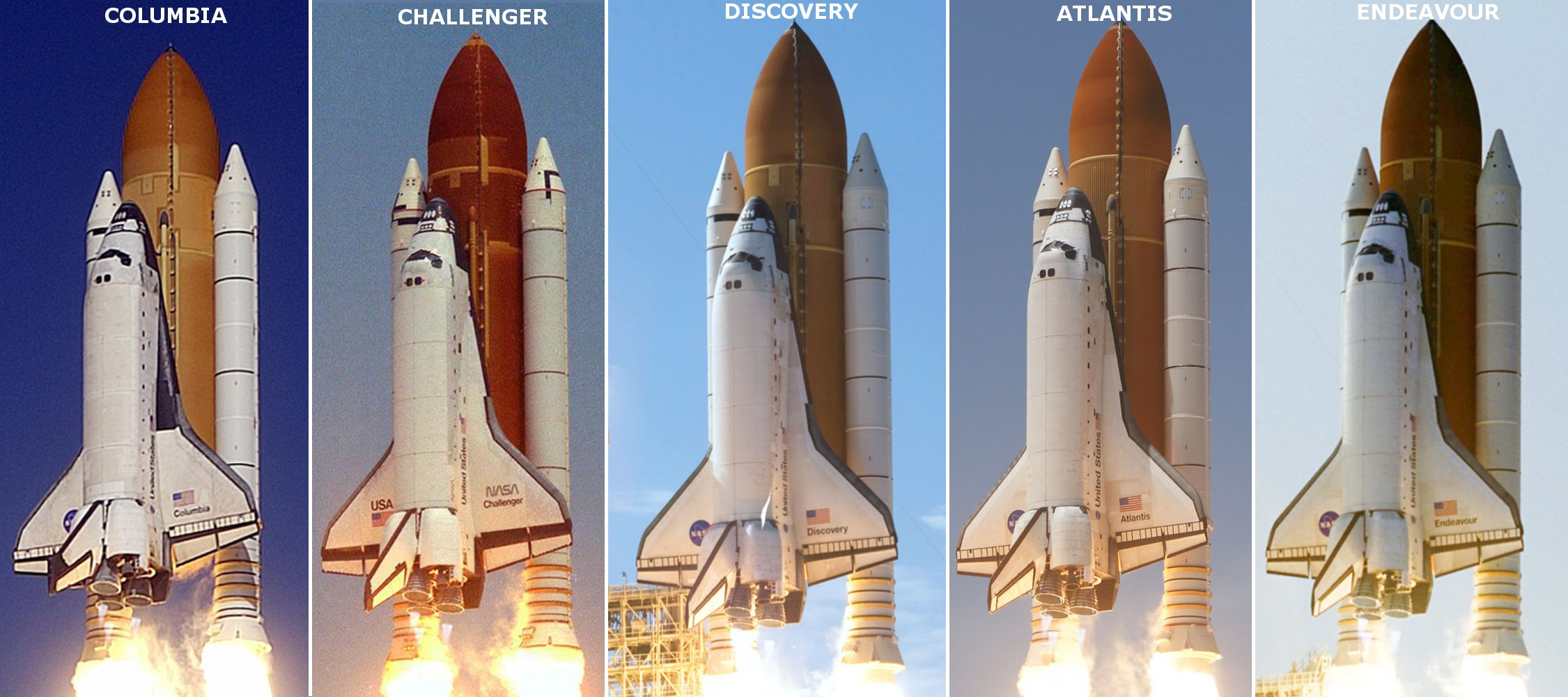
シャトルの打ち上げの様子 左から右へ順番に: コロンビア, チャレンジャー, ディスカバリー, アトランティス,エンデバー.

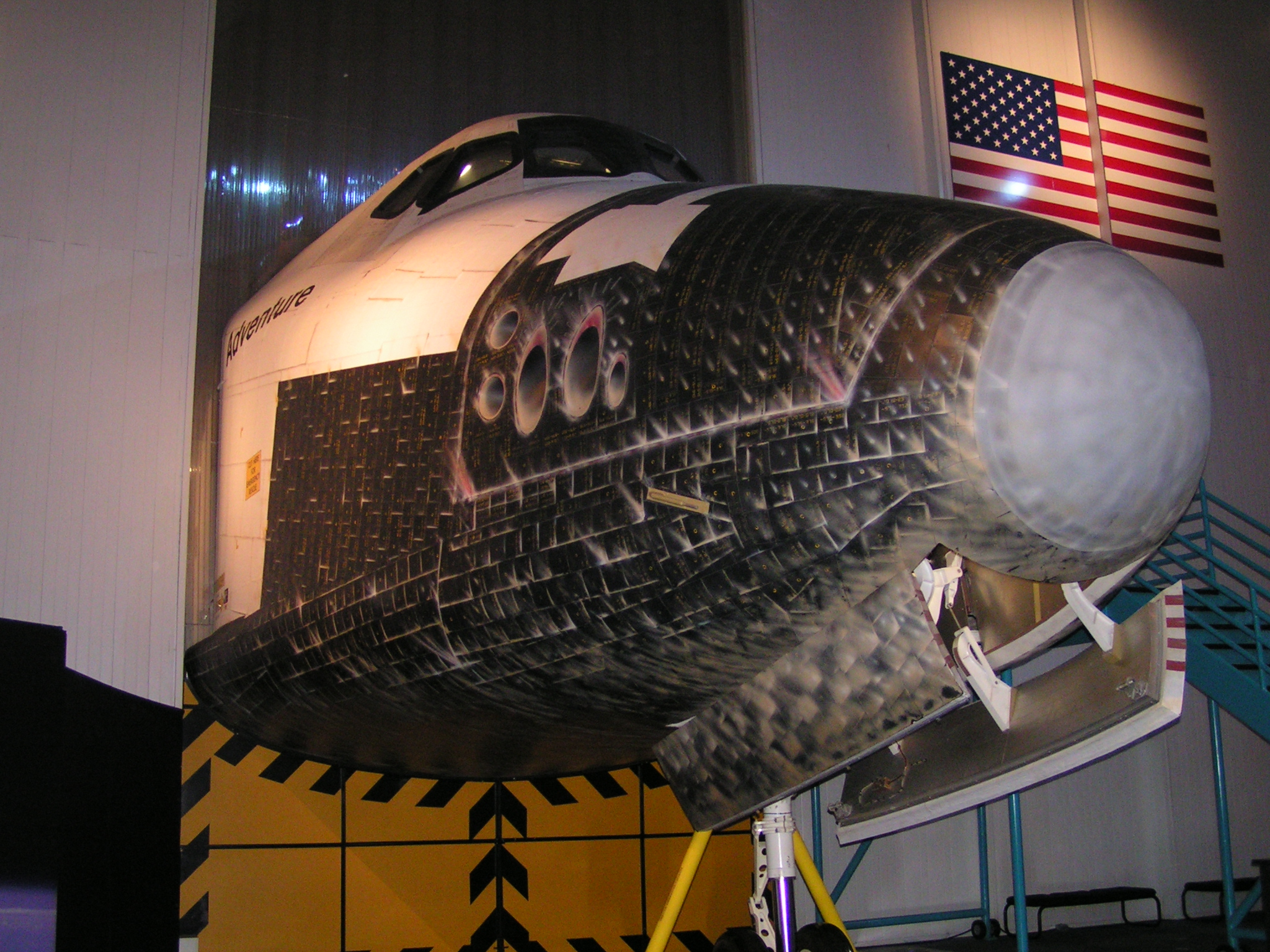
ヒューストン宇宙センターのアドベンチャー号の実物大模型（機首部分のみ展示）

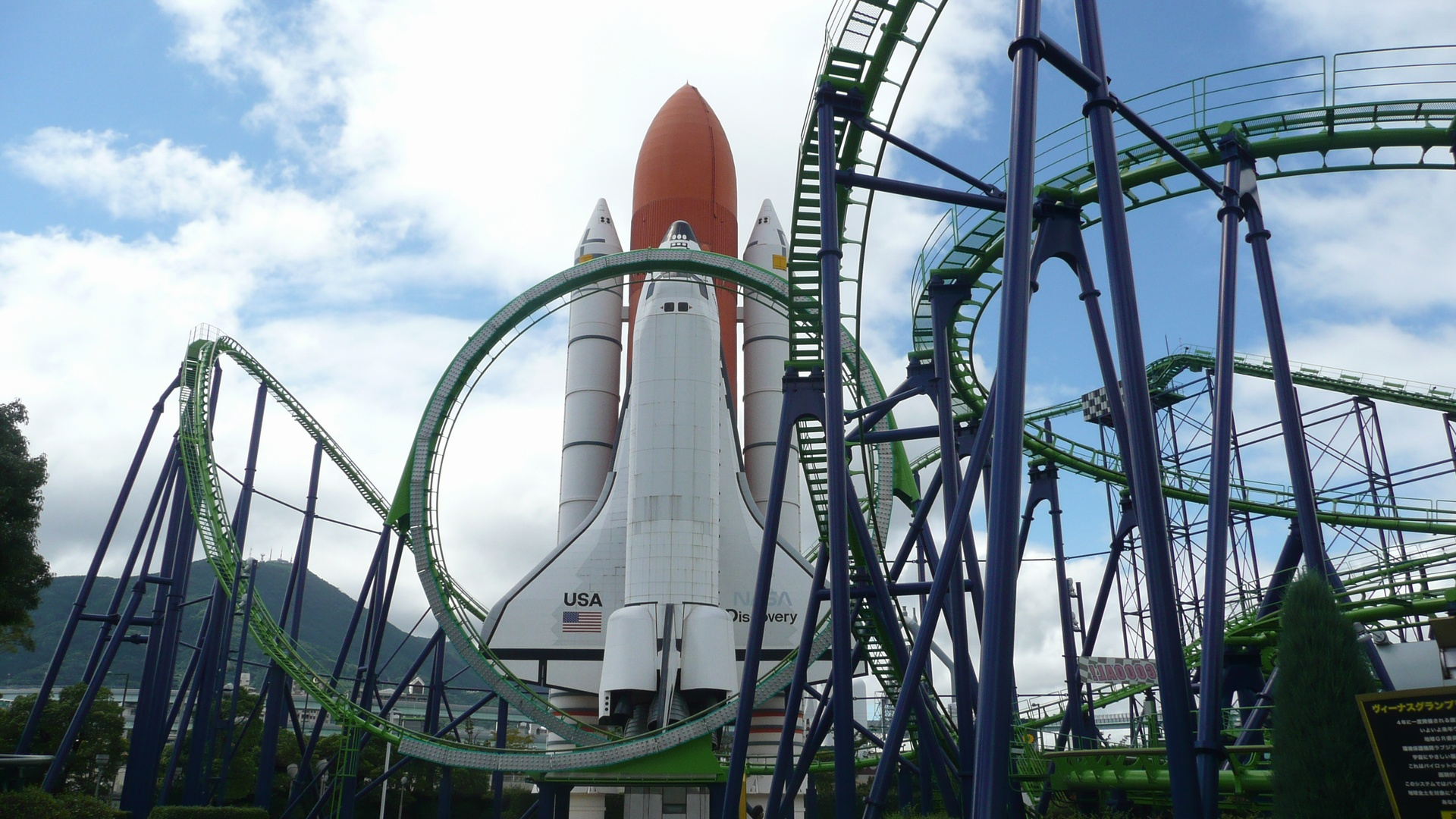
スペースワールドに展示されていた、ディスカバリー号の実物大模型

| 試験用            | 試験用             | 試験用 | 試験用 |
| 番号              | 名称               | 備考 |        |
| ----------------- | ------------------ | --- | ------ |
| OV-095            | -                  | シャトル・アビオニクス・インテグレーション・ラボラトリーアビオニクスの試験と訓練用の模擬装置                                                                            |        |
| OV-098（名誉的）  | パスファインダー   | オービターの移動と取り扱い訓練用の模擬機 |        |
| MPTA-098          | -                  | 推進と燃料供給システムの試験機 |        |
| STA-099           | -                  | 疲労試験と熱試験に使用された構造体で後にチャレンジャーとして使用される                                                                                                  |        |
| OV-101            | エンタープライズ   | 1977年10月26日に初めて大気圏内の無動力飛行を行った。進入・着陸試験に使用され宇宙飛行へは転換されなかった。                                                              |        |
| オービター        |                    | |        |
| 番号              | 名称               | 備考 |        |
| OV-099            | チャレンジャー     | 1983年4月4日初飛行。1986年1月28日、打ち上げ直後に爆発事故で喪失。 |        |
| OV-102            | コロンビア         | 1981年4月12日初飛行。2003年2月1日に再突入時に分解した。 |        |
| OV-103            | ディスカバリー     | 1984年8月30日初飛行。 |        |
| OV-104            | アトランティス     | 1985年10月3日初飛行。 |        |
| OV-105            | エンデバー         | 1992年5月7日初飛行。 |        |
| 展示用            |                    | |        |
| 番号              | 名称               | 備考 |        |
| OV-100            | インディペンデンス | ヒューストン宇宙センターに展示されている実物大模型。ケネディ宇宙センターに展示されていた頃はエクスプローラと呼ばれていた。                                              |        |
| -                 | アドベンチャー     | ヒューストン宇宙センターに機首の部分が展示されている実物大模型 |        |
| -                 | アメリカ           | かつてシカゴ郊外のテーマパーク「シックス・フラッグス・グレート・アメリカ」に展示されていた実物大模型。2007年に閉鎖され、2009年末に解体された。                          |        |
| -                 | ディスカバリー     | かつて福岡県北九州市のテーマパーク「スペースワールド」に展示されていた実物大模型。2018年1月に閉鎖され、同年11月に解体された。                                           |        |
| STA-098（二代目） | パスファインダー   | 原型はクリアランスの確認や多くの地上での運用の試験に使用された。大スペースシャトル展で使用された2代目が寄贈されアラバマ州ハンツビルのスペースキャンプで展示されている。 |        |